# Benoît Paire
Benoît Paire (Avinhão, 8 de maio de 1989) é um tenista profissional francês.

## Carreira

### Inicio na ATP
Obteve sua primeira vitória em torneios do Grand Slam ao derrotar o alemão Rainer Schuettler na primeira rodada do US Open de 2010, por 3 sets a 2.
Paire já fez três finais de torneios nível ATP em simples, onde ganhou um título. Já na modalidade de duplas, ganhou 1 título de torneio ATP.
Em 2012, Paire foi às quartas de final dos ATPs 250 de Auckland e Casablanca. Em abril, foi finalista do ATP 250 de Belgrado, mas perdeu o título para o italiano Andreas Seppi. Em junho, alcançou a semifinal do ATP 250 de 's-Hertogenbosch e foi à 3ª rodada do tradicional Torneio de Wimbledon, onde derrotou o n° 21 do mundo, Alexandr Dolgopolov. Já em outubro, foi à quartas de final do ATP 500 da Basileia. Terminou o ano de 2012 no top 50 mundial pela primeira vez.

### 2013 e presente
Em 2013, Paire teve um ótimo início de ano nas duplas, conquistando seu primeiro título de ATP nessa modalidade em Chennai. Depois, ao participar do Grand Slam do Australian Open, chegou as quartas de final da competição, jogando com o brasileiro Thomaz Bellucci. Em simples, Paire foi à semifinal do ATP 250 de Chennai, onde durante o torneio derrotou o então n° 15 do mundo, o croata Marin Cilic, nas quartas de final. Em fevereiro, foi finalista do ATP 250 de Montpellier, na França, porém perdeu o título para o compatriota Richard Gasquet. Depois, chegou a sua primeira semifinal de ATP Masters 1000 em Roma, onde foi eliminado por 2 sets a 0 pelo suíço Roger Federer. Já em outubro, se classifica à semifinal do ATP 250 de Estocolmo, na Suécia. Mas é impedido de chegar a final do torneio sueco ao perder para o búlgaro Grigor Dimitrov em três sets e de virada. 
No final de julho de 2015, Paire conquistou seu primeiro título no circuito internacional da ATP. Para isso acontecer, ele derrotou na final o espanhol Tommy Robredo, cabeça de chave 2 do torneio, em sets diretos e faturou o ATP 250 de Bastad com as parciais de 7/6(7) e 6/3.A campanha de Paire, que não figurava sequer entre os cabeças de chave, foi inesperada. Pois logo na segunda rodada, ele eliminou o cabeça de chave 1 do torneio, o belga David Goffin. Já na semifinal, derrotou o então atual campeão Pablo Cuevas e na decisão superou Robredo, que lutava pelo tricampeonato da competição, tudo isso sem perder sets no torneio. 

## ATP Tour finais

### Simples: (1 título, 2 vices)
| Legenda                           |
| --------------------------------- |
| Grand Slam (0–0)                  |
| ATP World Tour Finals (0–0)       |
| ATP World Tour Masters 1000 (0–0) |
| ATP World Tour 500 Series (0–0)   |
| ATP World Tour 250 Series (1–2)   |

| Finais por Piso |
| --------------- |
| Duro (0–1)      |
| Saibro (1–1)    |
| Grama (0–0)     |
| Carpete (0–0)   |

| Resultado | N. | Data              | Torneio                                 | Piso     | Oponente        | Placar        |
| --------- | -- | ----------------- | --------------------------------------- | -------- | --------------- | ------------- |
| Vice      | 1. | 6 Maio 2012       | Serbia Open, Belgrado, Servia           | Saibro   | Andreas Seppi   | 3–6, 2–6      |
| Vice      | 2. | 10 Fevereiro 2013 | Open Sud de France, Montpellier, França | Duro (i) | Richard Gasquet | 2–6, 3–6      |
| Campeão   | 1. | 26 Julho 2015     | Swedish Open, Båstad, Suécia            | Saibro   | Tommy Robredo   | 7–6(9–7), 6–3 |

### Duplas: 1 (1 título)
| Legenda                           |
| --------------------------------- |
| Grand Slam (0–0)                  |
| ATP World Tour Finals (0–0)       |
| ATP World Tour Masters 1000 (0–0) |
| ATP World Tour 500 Series (0–0)   |
| ATP World Tour 250 Series (1–0)   |

| Finais por piso |
| --------------- |
| Duro (1–0)      |
| Saibro (0–0)    |
| Grama (0–0)     |
| Carpete (0–0)   |

| Resultado | N. | Data           | Torneio                      | Piso | Parceiro           | Oponentes                     | Placar   |
| --------- | -- | -------------- | ---------------------------- | ---- | ------------------ | ----------------------------- | -------- |
| Campeão   | 1. | 6 Janeiro 2013 | Chennai Open, Chennai, India | Duro | Stanislas Wawrinka | Andre Begemann Martin Emmrich | 6–2, 6–1 |